# Luís Esteves
Luís André Leita Esteves (Ovar, 9 aprile 1998) è un calciatore portoghese, centrocampista del Gil Vicente.

## Carriera
Esteves è cresciuto nelle giovanili di Sporting Lisbona, Feirense e Braga. Nel 2017 è passato al Sanjoanense dove ha giocato nel Campeonato de Portugal ed a fine stagione è stato acquistato dal Vitória Guimarães, che lo ha assegnato alla squadra B.
Il 10 gennaio 2022 ha debuttato in prima squadra nell'incontro di Primeira Liga perso 3-2 contro il Gil Vicente. A fine stagione ha firmato un triennale con il Nacional.

## Statistiche

### Presenze e reti nei club
Statistiche aggiornate al 1º settembre 2024.
| Stagione        | Squadra             | Campionato      | Campionato | Campionato | Coppe nazionali | Coppe nazionali | Coppe nazionali | Coppe continentali | Coppe continentali | Coppe continentali | Altre coppe | Altre coppe | Altre coppe | Totale | Totale |
| Stagione        | Squadra             | Comp            | Pres       | Reti       | Comp            | Pres            | Reti            | Comp               | Pres               | Reti               | Comp        | Pres        | Reti        | Pres   | Reti   |
| --------------- | ------------------- | --------------- | ---------- | ---------- | --------------- | --------------- | --------------- | ------------------ | ------------------ | ------------------ | ----------- | ----------- | ----------- | ------ | ------ |
| 2017-2018       | Sanjoanense         | CdP             | 25         | 1          | CP              | 0               | 0               |                    | -                  | -                  |             | -           | -           | 25     | 1      |
| 2019-2020       | Vitória Guimarães B | CdP             | 23         | 9          |                 | -               | -               |                    | -                  | -                  |             | -           | -           | 23     | 9      |
| 2020-2021       | Vitória Guimarães B | CdP             | 17         | 6          |                 | -               | -               |                    | -                  | -                  |             | -           | -           | 17     | 6      |
| 2021-2022       | Vitória Guimarães B | TL              | 22         | 5          |                 | -               | -               |                    | -                  | -                  |             | -           | -           | 22     | 5      |
| 2021-2022       | Vitória Guimarães   | PL              | 3          | 0          | CP+CdL          | 0               | 0               |                    | -                  | -                  |             | -           | -           | 3      | 0      |
| 2022-2023       | Nacional            | LdH             | 30         | 3          | CP+CdL          | 6+3             | 2+0             |                    | -                  | -                  |             | -           | -           | 39     | 5      |
| 2023-2024       | Nacional            | LdH             | 33         | 2          | CP+CdL          | 3+4             | 1+0             |                    | -                  | -                  |             | -           | -           | 40     | 3      |
| 2024-2025       | Nacional            | PL              | 4          | 0          | CP+CdL          | 0               | 0               |                    | -                  | -                  |             | -           | -           | 4      | 0      |
| Totale carriera | Totale carriera     | Totale carriera | 157        | 26         |                 | 16              | 3               |                    | -                  | -                  |             | -           | -           | 173    | 29     |